# Dormir contigo
"Dormir Contigo" é uma canção escrita por Armando Manzanero e interpretado pelo cantor mexicano Luis Miguel. Foi lançado como o terceiro single do álbum Amarte es un Placer.

## Videoclipe
O clipe foi tirado de um show feito pelo cantor na Espanha, durante a turnê Amarte es un Placer em 1999. Foi um grande sucesso principalmente na América Latina e México, sendo transmitido por vários canais incluindo MTV e Telehit.

## Formato e duração
- Airplay, CD single, gravação promocional

1. "Dormir Contigo" – 4:13

## Charts
| Chart (1995)           | Posição |
| ---------------------- | ------- |
| Hot Latin Songs        | 11      |
| Latin Pop Songs        | 2       |
| Latin Tropical Airplay | 25      |